# 武尔济河
武尔济河（法語：Voulzie，法語發音：[vulzi]）是法国法蘭西島大區塞纳-马恩省的河流，是塞纳河的右支流，长43.9千米，发源自武尔通，于圣索沃尔莱布赖流入塞纳河。